# Psychotria euneura
Psychotria euneura är en måreväxtart som beskrevs av Friedrich Anton Wilhelm Miquel. Psychotria euneura ingår i släktet Psychotria och familjen måreväxter. Inga underarter finns listade i Catalogue of Life.